# Gurdwara Baba Atal
Le Gurdwara Baba Atal est proche du Temple d'Or, l'Harmandir Sahib. Bien moins nombreux sont les pèlerins qui le visitent à Amritsar. Il a été construit en mémoire de Atal Rai le fils du sixième Guru du sikhisme, Guru Hargobind, décédé à l'âge de neuf ans. Ce temple, en forme de tour, comporte neuf étages pour se souvenir de la vie de cet enfant. Il est haut de 45 mètres. Au rez-de-chaussée, le Guru Granth Sahib, le Livre saint, trône. Les murs intérieurs sont décorés avec des scènes de vie de Guru Nanak et de ses successeurs.